# 福井治人
福井 治人（ふくい なおと、1991年5月30日 - ）は、朝日放送テレビ（ABC）のアナウンサー。

## 来歴
兵庫県神戸市北区の出身で、兵庫県立兵庫高等学校へ進学。小縣裕介・大野雄一郎（いずれも朝日放送テレビアナウンサー）と同郷で、小縣とは同校の先輩・大野とは後輩にも当たる。また、在学中に学園祭でコントを披露した際にトリオを組んでいた相手は、2人とも卒業後に「パンプキンポテトフライ」というお笑いコンビで活動している。本人も小学3年生の頃にお笑い芸人を志していたが、実母から「あなたの話は面白くないから、芸人よりアナウンサーになった方が良い」と勧められたことをきっかけに、アナウンサーを目指すようになったという。
関西大学法学部への在学中には、関西テレビのスポーツアナウンサーだった梅田淳（フリーアナウンサー）が主宰するアナウンス塾「梅田塾」で、アナウンスの研鑽を積んでいた。
大学卒業後の2015年4月1日に、アナウンサーとして朝日放送（テレビ・ラジオの兼営体制時代の旧法人）へ入社。同社が制作している全国高等学校野球選手権大会中継での実況をとりわけ志望していたことから、新人研修では、スポーツアナウンサーでもある先輩の小縣から指導を受けていた。研修期間の満了後にアナウンス部へ正式に配属されてからは、『おはよう朝日です』（朝日放送テレビ）などの番組へ出演するかたわら、スポーツアナウンサーとしての開始。プロ野球中継では、2017年7月2日に『ABCフレッシュアップベースボール』（朝日放送ラジオ）内で放送の阪神タイガース対東京ヤクルトスワローズ戦（阪神甲子園球場）中継で実況デビューを果たした。
2021年9月27日からは、スポーツアナウンサーとしての活動と並行して、『ABCミュージックパラダイス』（朝日放送ラジオが12年3ヶ月振りに平日の深夜で復活させた生放送の音楽番組）で田淵麻里奈と共に月曜日のパーソナリティを担当。担当の開始を機に「治人（なおと）兄さん」というニュアンスで「なおにぃ」という愛称が付けられていて、リスナーや他番組の関係者にも広まっている。同番組からは2023年9月25日放送分で卒業したが、ラジオパーソナリティとしての活動は、2023年度のナイターオフ期間（2023年10月7日 - 2024年3月）にも自身初の冠番組（『福井治人・サタデーなおとフィーバー』）で続ける。
「都会や人混みより、静かな自然にの中に身を置くことが好き」とのことで、趣味は一人旅。休日には日本各地の離島を巡ることが多く、朝日放送へ入社してからは、無料キャンプ地でのソロキャンプが趣味に加わったという。

## 主な出演番組

### 現在
- スポーツ中継
  - 入社2年目の2016年から、スポーツアナウンサーとしての活動を開始。『ABCフレッシュアップベースボール』（朝日放送ラジオ）では、ベンチリポートを皮切りに、2017年7月から阪神戦の実況も担当している。
    - 2017年9月8日には、阪神対横浜DeNAベイスターズ戦（阪神甲子園球場）ラジオ中継の実況担当として、鳥谷敬（阪神）がNPB史上50人目の一軍公式戦通算2000安打を達成した瞬間を伝えた。
    - 2021年11月20日には、日本シリーズ第1戦オリックス・バファローズ対東京ヤクルトスワローズ戦（京セラドーム大阪）のNRN局向け裏送り中継（解説：福本豊）で実況を担当。

  - 2021年からは、テレビでも『スーパーベースボール』（関西ローカル）の実況を担当。
    - サンテレビとのトップ&リレー方式で放送された2021年8月25日の阪神対DeNA戦（京セラドーム大阪）中継（解説：関本賢太郎）では、DeNAの牧秀悟が新人選手としては日本プロ野球史上初のサイクルヒットを達成する様子を、ABCでの中継の時間帯に伝えた。

  - 全国高校野球選手権大会中継では、2015年以降のテレビ中継で「ねったまアルプス」（アルプススタンドからの応援中継）リポーターを随時担当。2016年からは実況陣に加わっている[注釈 3]。2023年にはラジオ中継、2024年にはテレビ中継で開会式を初めて実況。

#### テレビ
- ABC NEWS
- 『おはよう朝日です』シリーズ
  - 平日版のコーナーキャスター（月曜日担当）：2015年10月5日 - 2017年9月25日
  - 土曜版（『おはよう朝日 土曜日です』）ニュース&スポーツキャスター：2017年10月7日 - 
    - キャスターへ起用される前にも、2017年7月から不定期でリポーターを務めていた。

  - 祝日版（祝日が火 - 金曜日と重なる場合に出演）
    - 第105回全国高等学校野球選手権記念大会期間中の2023年8月11日（金曜日・山の日）放送分から、第1部（午前5時台）のMCと第2部（6・7時台）のコーナー進行を担当。

#### ラジオ
- ABCニュース
  - 土曜日には『おはよう朝日です土曜日です』の本番終了後に10・11時台の定時ニュース（『征平・吉弥の土曜も全開!!』への内包分）、日曜日には夕方から月曜日未明（1時台）までの宿直勤務を担当することが多い。
- ラジオで虎バン!
  - 2020年度以降のナイターオフ版で、「虎バンアナウンサー」の1人として「タイガースヘッドライン」（阪神タイガース関連のニュース・取材報告コーナー）へ随時出演。本来のパーソナリティで先輩アナウンサーの高野純一が取材や休暇などでスタジオへ出演できない日に、パーソナリティ代理を務めることもある。
- おはようパーソナリティ小縣裕介です
  - 2023年2月23日（木曜日・天皇誕生日）放送分から、小縣が休暇を取得する日（主に祝日）にパーソナリティを随時代行。初めて代行した時点での年齢は31歳10ヶ月で、レギュラー出演者・代演者を含めた「おはようパーソナリティ」としては歴代最年少であった。前述した『おはよう朝日です　祝日版』の放送を開始した同年7月以降も、月曜日が祝日と重なる場合か、祝日以外の月 - 木曜日に小縣の休演が決まっている場合に随時代演。
- ミュージックジェルム（2024年度の下半期に生放送の音楽番組） - パーソナリティ（火曜日担当）

### 過去

#### テレビ
- 速報!甲子園への道
  - 入社1年目の2015年に関西ローカルパートのリポーター、2017年からダイジェスト映像のナレーターを一時担当。

#### ラジオ
- ほろ酔い朝日です（2016年3月28日 - 2017年9月18日）
- Monday! SPORTS - JAM（2017年10月2日 - 2021年9月20日）
  - 同僚のスポーツアナウンサー（2020年10月改編以降は北條瑛祐・佐藤修平）と交互にナビゲーターを担当。
- 伊藤史隆のラジオノオト（2017年度以降のナイターオフ番組）
  - 「虎バンアナウンサー」として、他のスポーツアナウンサーと交互に、2019年度まで18時台の「スポーツヘッドライン」へ出演。
- 上沼恵美子のこころ晴天（2018年5月7日／2022年2月14日・4月11日・8月29日）
  - 『おはよう朝日です土曜日です』でも共演している先輩アナウンサーで、レギュラーパートナーの1人でもある北村真平の代役として出演。
- ABCミュージックパラダイス（月曜日パーソナリティ、2021年9月27日 - 2023年9月25日）
  - 「まりねぇ」という愛称が付いている田淵麻里奈とのコンビでパーソナリティを担当。
  - 2023年3月まで水曜日のパーソナリティを務めていたリコ（関西地方を中心に活動するガールズバンド「ヤユヨ」のボーカル）が遠い親戚（はとこ）に当たる縁で、リコの担当日であった2021年10月27日の放送中には、「スタジオへのサプライズゲスト」として対面と挨拶を果たしている。
- 福井治人・サタデーなおとフィーバー（2023年度のナイターオフ期間に生放送）